# Tasenètnéferèt
Tasenètnéferèt est une divinité de la mythologie égyptienne, forme locale d'Hathor. L'épouse parfaite est la parèdre de Haroëris à Ombos. Elle est la mère de Panebtaouy, représentation divine du roi, signifiant que le roi est le fils d'une femme parfaite (la reine) et d'un faucon terrestre et céleste qui gouverne le monde (le pharaon).